# Jonathan Araújo
Jonathan Araújo Made (San Cristóbal, 19 luglio 1996) è un cestista dominicano.

## Carriera
Con la Rep. Dominicana ha disputato i Campionati americani del 2017.